# تویوتا هایلوکس داکار
تویوتا هایلوکس داکار یک خودروی مخصوص جهت شرکت در رقابتهای آفرود است که بر پایه خودروی محبوب تویوتا هایلوکس ساخته شده‌است. این خودرو عنوان قهرمانی جام جهانی رالی‌های کراس کانتری فیا در سال‌های ۲۰۱۶، ۲۰۱۷ و ۲۰۲۱ و رالی داکار در سال‌های ۲۰۱۹ و ۲۰۲۲ را کسب کرده‌است. کمپانی تویوتا گازو ریسینگ، که دفتر مرکزی آن در آفریقای جنوبی قرار دارد، از سال ۲۰۱۶ از این خودرو استفاده می‌کند. پیش از آن، این خودرو عمدتاً توسط تأسیسات خصوصی امپریال و اوردرایو ریسینگ استفاده می‌شد.

## تاریخچه مسابقات

### پیروزیهای بدست آمده در رالی داکار
| سال  | راننده      | کمک راننده  |
| ---- | ----------- | ----------- |
| ۲۰۱۹ | ناصر العطیه | ماتیو باومل |
| ۲۰۲۲ | ناصر العطیه | ماتیو باومل |

### جام جهانی FIA برای رالی‌های بین‌المللی
| سال  | راننده      | کمک راننده  |
| ---- | ----------- | ----------- |
| ۲۰۱۶ | ناصر العطیه | ماتیو باومل |
| ۲۰۱۷ | ناصر العطیه | ماتیو باومل |
| ۲۰۲۱ | ناصر العطیه | ماتیو باومل |

### مسابقات قهرمانی رالی-رید جهان
| سال  | راننده      | کمک راننده  |
| ---- | ----------- | ----------- |
| ۲۰۲۲ | ناصر العطیه | ماتیو باومل |